# ایسوزو وهیکراس
ایسوزو وهیکراس (Isuzu VehiCROSS) خودرویی است که در سال‌های ۱۹۹۸ تا ۲۰۰۱تولید شده‌است.
این خودرو در کلاس کامپکت اس‌یووی قرار گرفته است.